# Foucault (månekrater)
 For alternative betydninger, se Foucault. (Se også artikler, som begynder med Foucault)
Foucault er et lille nedslagskrater på Månen. Det befinder sig på Månens forside og er opkaldt efter den franske fysiker Jean Bernard Léon Foucault (1819 – 1868).
Navnet blev officielt tildelt af den Internationale Astronomiske Union (IAU) i 1935. 

## Omgivelser
Foucaultkrateret ligger langs den sydlige rand af Mare Frigoris, sydøst for Harpaluskrateret. I det meget ujævne terræn syd for Foucault ligger Sharpkrateret. 

## Karakteristika
Foucaults ydre omkreds danner en noget uregelmæssig cirkel, idet den har udadgående buler mod syd og nordøst. Randens indre væg falder ikke i tydelige terrasser, men skråner direkte ned mod en ujævn kraterbund.

## Måneatlas
- Billeder af Foucaultkrateret i LPI-måneatlasset